# Імунологічна пам'ять
Імунологічна пам'ять — це здатність імунної системи швидко і специфічно розпізнавати антиген, з яким організм зустрічався раніше, та ініціювати відповідну імунну відповідь. Зазвичай це вторинні, третинні та інші наступні імунні відповіді на той самий антиген. Імунологічна пам’ять відповідає за адаптивний компонент імунної системи. Існують спеціальні клітини — так звані Т- і В-клітини пам'яті. Імунологічна пам'ять лежить в основі вакцинації. Нові дані демонструють участь вродженої імунної системи в реакціях імунної пам’яті у безхребетних, а також у хребетних.
Позитивна імунна пам'ять виявляється як прискорена і посилена специфічна відповідь на повторне введення антигену. При первинній гуморальній імунній відповіді після введення антигену проходить кілька днів (латентний період) до появи в крові антитіл. Потім спостерігається поступове збільшення кількості антитіл до максимуму з подальшим зниженням. При вторинній відповіді на ту ж дозу антигену латентний період скорочується, крива збільшення антитіл стає крутішою з вищим піком, а її зниження відбувається повільніше.
У клітинному імунітеті імунна пам'ять проявляється прискореним відторгненням вторинного трансплантата і інтенсивнішою запально-некротичною реакцією на повторне внутрішньошкірне введення антигену.
Позитивна імунна відповідь до антигенних компонентів навколишнього середовища лежить в основі алергічних захворювань, а до резус-антигену (виникає при резус-несумісній вагітності) — в основі гемолітічної хвороби новонароджених. Негативна імунна пам'ять — це природна і надбана іммунологічна толерантність, що проявляється ослабленою відповіддю або її повною відсутністю як на перше, так і на повторне введення антигену. Порушення негативної імунологічної пам'яті до власних антигенів організму є патогенетичним механізмом деяких аутоімунних захворювань.
Вироблення негативної імунологічної пам'яті — найперспективніший прийом подолання гістонесумісності при трансплантації органів і тканин.
Імунна пам'ять при відповіді на різні антигени різна. Вона може бути короткостроковою (дні, тижні), довготривалою (місяці, роки) і довічною. Наприклад, людина, імунізована правцевим анатоксином або живою поліомієлітною вакциною, зберігає імунну пам'ять до 10 років.
Імунна пам'ять являє собою різновид біологічної пам'яті, і принципово відрізняється від нейронної пам'яті за способом її введення, рівнем зберігання та обсягом інформації. Осноновні носії імунної пам'яті — довгоживучі Т-і В-лімфоціти, які утворюються при первинній імунній відповіді і продовжують циркулювати з кров'ю та лімфою як специфічні попередники антиген-реактивних лімфоцитів. При вторинній відповіді ці клітини розмножуються, забезпечуючи швидке збільшення клону антитілоутворюючих або антиген-реактивних лімфоцитів даної специфічності. З інших механізмів імунної пам'яті (окрім клітин пам'яті) важливе значення мають імунні комплекси, цитофільні антитіла, а також блокуючі антитіла.
Імунну пам'ять можна перенести від імунного донора неімунного реципієнту, переливаючи живі лімфоцити або вводячи лімфоцітарний екстракт, що містить «фактор переносу» або імунну РНК.
Введення інформації в імунній пам'яті здійснюється антигеном, хоча інформація про антиген до цього моменту вже існує в генетичній пам'яті, що виникла у процесі філогенезу і у онтогенетичній пам'яті, з'явивилась у процесі ембріогенезу при диференціюванні лімфоїдних клітин. Інформаційна ємність імунної пам'яті — до 1010 біт на організм. У хребетних включається понад 100 біт на добу.

## Розвиток імунологічної пам'яті

Час імунної відповіді. Через формування імунологічної пам’яті повторне зараження призводить до швидкого збільшення вироблення антитіл і активності ефекторних Т-клітин. Ці пізніші інфекції можуть бути легкими або навіть безсимптомними.

Імунологічна пам’ять виникає після первинної імунної відповіді на антиген. Таким чином, імунологічна пам’ять створюється у кожній людини після попереднього первинного впливу потенційно небезпечного агента. Перебіг вторинної імунної відповіді подібний до первинної імунної відповіді.
Після того, як В-клітина пам’яті розпізнає антиген, вона презентує комплекс пептид/MHC I сусіднім ефекторним Т-клітинам. Це призводить до активації цих клітин і швидкої проліферації клітин. Після завершення первинної імунної відповіді ефекторні клітини імунної відповіді елімінуються. Проте в організмі залишаються раніше створені антитіла, які представляють гуморальний компонент імунологічної пам’яті та є важливим захисним механізмом при наступних інфекціях.
Крім утворених антитіл в організмі залишається невелика кількість Т- і В-клітин пам'яті, які складають клітинну складову імунологічної пам'яті. Вони залишаються в кровообігу в стані спокою і при наступній зустрічі з тим же антигеном ці клітини здатні негайно реагувати і елімінувати антиген. Клітини пам’яті мають тривалий термін служби і зберігаються в організмі до кількох десятиліть.
Імунітет до вітряної віспи, кору та деяких інших захворювань зберігається на все життя. Імунітет до багатьох захворювань з часом зникає. Реакція імунної системи на деякі захворювання, таких як денге, контрпродуктивно погіршує наступну інфекцію (антитілозалежне посилення інфекції).
Станом на 2019 рік дослідники все ще намагаються з’ясувати, чому деякі вакцини створюють довічний імунітет, тоді як ефективність інших вакцин падає до нуля менше ніж за 30 років (для свинки) або менше ніж за шість місяців (для грипу H3N2).

### Еволюція імунної пам'яті
Еволюційно поява Т- і В-клітин пам'яті широко поширена в тваринному світі. Однак умови, необхідні для розробки цієї "дорогої" в плані ресурсів адаптації, є специфічними. По-перше, для розвитку імунної пам’яті початкова "вартість" молекулярного механізму повинна бути високою і вимагає втрат інших характеристик господаря. По-друге, середньо- або довгоживучі організми мають вищі шанси на розвиток такого апарату. Вартість такої адаптації збільшується, якщо у господаря середня тривалість життя, оскільки імунна пам’ять повинна бути ефективною в ранні роки життя.
Крім того, дослідницькі моделі показують, що важливу роль у різноманітності клітин пам'яті в популяції грає середовище. Порівняння впливу множинних інфекцій на конкретну хворобу на відміну від різноманітності хвороб навколишнього середовища дає докази того, що пули клітин пам’яті накопичують різноманітність на основі кількості індивідуальних патогенів, з якими зустрічається організм, навіть ціною ефективності при зустрічі з більш поширеними патогенами. Особи, які живуть в ізольованих середовищах, таких як острови, будуть мати менш різноманітну популяцію клітин пам’яті, але мають більш міцні імунні реакції. Це свідчить про те, що середовище відіграє велику роль в еволюції популяцій клітин пам’яті.
Раніше набута імунна пам’ять до інших патогенів може бути виснажена кором у нещеплених дітей, що створює ризик зараження протягом років після перенесеного кору.

## В-клітини пам'яті
В-клітини пам'яті - це плазматичні клітини, які здатні виробляти антитіла протягом тривалого часу. На відміну від наївних В-клітин, які беруть участь у первинній імунній відповіді, реакція В-клітин пам'яті дещо відрізняється. В-клітина пам’яті вже зазнала клонального розмноження, диференціювання та дозрівання афінності, тому вона здатна ділитися в кілька разів швидше і виробляти антитіла з набагато вищою афінністю (особливо IgG). Навпаки, наївна плазматична клітина повністю диференційована і не може бути додатково стимульована антигеном для поділу або збільшення вироблення антитіл. Активність В-клітин пам'яті у вторинних лімфатичних органах є найвищою протягом перших 2 тижнів після інфікування. Згодом, через 2-4 тижні їх реакція зменшується. Після реакції зародкового центру плазматичні клітини пам’яті розташовуються в кістковому мозку, який є основним місцем вироблення антитіл в імунологічній пам’яті.

## Т-клітини пам'яті
Т-клітини пам'яті можуть бути як CD4+, так і CD8+. Ці Т-клітини пам'яті не потребують подальшої стимуляції антигеном для проліферації, тому їм не потрібен сигнал через MHC. Т-клітини пам'яті можна розділити на дві функціонально різні групи на основі експресії рецептора хемокінів CCR7. Цей хемокін вказує напрямок міграції у вторинні лімфатичні органи. Т-клітини пам’яті, які не експресують CCR7 (CCR7-), мають рецептори для міграції до місця запалення в тканині і являють собою безпосередню популяцію ефекторних клітин. Ці клітини були названі ефекторними Т-клітинами пам’яті (ТЕМ). Після повторної стимуляції вони виробляють велику кількість IFN-γ, IL-4 та IL-5. Навпаки, Т-клітини пам’яті CCR7+ не мають прозапальної та цитотоксичної функції, але мають рецептори для міграції лімфатичних вузлів. Ці клітини були названі Т-клітинами центральної пам’яті (TCM). Вони ефективно стимулюють дендритні клітини і після багаторазової стимуляції здатні диференціюватися в CCR7- ефекторні Т-клітини пам’яті. Обидві популяції цих клітин пам'яті походять від наївних Т-клітин і залишаються в організмі протягом кількох років після первинної імунізації.

## Вроджена імунна пам'ять
Вроджена імунна система також бере участь у аспектах імунної пам’яті, незважаючи на те, що вона не має здатності виробляти антитіла, як адаптивна імунна система. У процесі, відомому як тренований імунітет, багато безхребетних, таких як види прісноводних равликів, рачок-копепод і стьожкові черви, активують вроджену імунну пам’ять, щоб стимулювати більш ефективну імунну відповідь на специфічні антигени без адаптивної гілки імунної системи. Миші без функціональних Т- і В-клітин змогли пережити введення смертельної дози Candida albicans при попередньому впливі значно меншої кількості, що показує, що хребетні також зберігають цю здатність. Хоча PAMP можуть активувати клітини вродженої імунної системи, щоб вони набули певних адаптивних характеристик, перенапруження залучених сигналів може стати шкідливим для господаря. Наявність DAMP може призвести до модуляції запалення вродженою імунною системою. Вважається, що тренований імунітет обумовлений рядом факторів, включаючи епігенетичні події, швидкість метаболізму та перепрограмування транскрипції. Ключовою частиною цієї реакції є обмеження імунної відповіді, щоб уникнути пошкодження тканин при вторинних інфекціях, що називається вродженою імунною толерантністю.

## Дивіться також
- Імунітет
- Сероконверсія
- Серостатус
- Імунна система